# Оперативно-стратегическое командование воздушно-космической обороны
Ордена Ленина оперативно-стратегическое командование воздушно-космической обороны (ОСК ВКО) — оперативно-стратегическое командование Военно-воздушных сил Российской Федерации, предназначенное для стратегической обороны России от угроз с воздуха и из космоса.

## Формирование
В рамках реформы Вооружённых Сил РФ 1 июня 2009 года управления ордена Ленина командования специального назначения и 1-го особого корпуса ПВО были переформированы в Управление ордена Ленина оперативно-стратегического командования воздушно-космической обороны с дислокацией в г. Балашихе Московской области.
В состав ОСК ВКО вошли системы:
- противовоздушной обороны (ПВО)
- разведки и предупреждения о воздушно-космическом нападении
- противоракетной обороны (ПРО)
- наблюдения за космическим пространством.

## История организационного строительства
Воздушная оборона Москвы ведет своё начало с 25 апреля 1918 года, когда военным руководителем Московского района был издан приказ № 01 от 25.04.1918 г., в соответствии с которым образовано Управление воздушной обороны Москвы.
Части, соединения и объединения, выполнявшие задачи ПВО Москвы в зависимости от сложившейся обстановки и решаемых задач имели различные организационные формы:
- Управление воздушной обороны Москвы (с 25.04.1918 г.);
- 1-й отдельный территориально-позиционный зенитный артиллерийский дивизион (1924)
- 31-й отдельный зенитный артиллерийский дивизион (1924—1929);
- 1-я бригада ПВО (с 21.09.1929 г.);
- 1-я дивизия ПВО (с 17.08.1931 г.);
- 1-й корпус ПВО (с 11.01.1938 г.);
- Московская зона ПВО (с июня 1941 г.);
- Московский корпусной район ПВО (27.12.1941 г.)[2] в составе Московского военного округа;
- Московский фронт ПВО (с 5 апреля 1942 года)[3]
- Особая Московская армия ПВО (с 29 июня 1943 года)[4];
- Московская группа ПВО Центрального фронта ПВО (с 24 декабря 1945 г.)[5];
- Войска ПВО Москвы Центрального фронта ПВО (с марта 1945 г.)[5];
- Войска ПВО Москвы Центрального округа[6] (с 25 октября 1945 года);
- Войска ПВО Москвы Северо-Западного округа[7] (с 23 мая 1946 года);
- Московский район ПВО[8] (с 14 августа 1948 года);
- Ордена Ленина Московский округ ПВО[9] (с 20 августа 1954 года);
- Ордена Ленина Московский округ ВВС и ПВО (с 1998 года);
- Ордена Ленина командование специального назначения(с 1 сентября 2002 года);
- Объединённое стратегическое командование воздушно-космической обороны (с 1 июля 2009 года);
- Ордена Ленина командование противовоздушной и противоракетной обороны (с 1 декабря 2011 года);
- 1-я ордена Ленина армия противовоздушной и противоракетной обороны особого назначения (с 2015 года).

## Переформирование
С 1 декабря 2011 года на базе ОСК ВКО и Космических войск России создан новый род войск — Войска воздушно-космической обороны. В декабре 2011 года ордена Ленина оперативно-стратегическое командование воздушно-космической обороны (ОСК ВКО) преобразовано — в ордена Ленина командование противовоздушной и противоракетной обороны (К ПВО-ПРО) Войск воздушно-космической обороны.

## Командующий
- генерал-майор Тишкевич Л. Э., 01.06.2009 — 10.2010 г.;
- генерал-лейтенант Иванов В. М.[11], 2010 — 08.11.2011 г.;
- генерал-майор Попов С. В. 2011—2013 г.;
- генерал-лейтенант Кураченко П. П., 03.2013 — 02.12.2013 г.;
- генерал-лейтенант Демин, А. Г., 02.12.2013 --->

## Состав, численность и организация войск ОСК
В состав войск вошли:
- 4-я бригада ВКО;
- 5-я бригада ВКО;
- 6-я бригада ВКО.

Соединения и части авиации 16-й воздушной армии были переданы в состав 1-го командования ВВС и ПВО Западного военного округа. Управление 16-й ВА было расформировано.

### Боевой состав на 2011 год[12]
- 4-я бригада воздушно-космической обороны (Долгопрудный):
  - 210-й зенитно-ракетный полк (Дубровка) — С-300ПМ, С-400;
  - 584-й зенитно-ракетный полк (Марьино) — С-300ПМ;
  - 612-й зенитно-ракетный полк (Глаголево) — С-300ПМ;
  - 93-й зенитно-ракетный полк (Фуньково) — С-300ПМ;
  - 722-й зенитно-ракетный полк (кадр) (Клин) — С-300ПС;
  - 25-й радиотехнический полк (Нестерово);
- 5-я бригада воздушно-космической обороны (Петровское):
  - 606-й зенитно-ракетный полк (Электросталь) — С-300ПМ, С-400;
  - 549-й зенитно-ракетный полк (Курилово) — С-300ПМ;
  - 614-й зенитно-ракетный полк (Пестово) — С-300ПМ;
  - 629-й зенитно-ракетный полк (Каблуково) — С-300ПМ;
  - 799-й зенитно-ракетный полк (кадр) (Часцы) — С-300ПС;
  - 9-й радиотехнический полк (Торбеево);
- 6-я бригада воздушно-космической обороны (Ржев):
  - 42-й зенитно-ракетный полк (Валдай) — С-300ПС;
  - 108-й зенитно-ракетный полк (кадр) (Воронеж) — С-300ПС;
  -  335-й радиотехнический полк
  -  336-й радиотехнический полк
  -  337-й радиотехнический полк